# Òrrius
Òrrius település Spanyolországban, Barcelona tartományban. Lakosainak száma 805 fő (2024).

## Földrajza
Òrrius La Roca del Vallès, Argentona, Cabrils, Vilassar de Dalt és Vilanova del Vallès községekkel határos.

## Népesség
A település lakosságának változását az alábbi diagram mutatja:
| Lakosok száma | 387  | 259  | 233  | 227  | 368  | 315  | 654  | 690  | 739  | 805  |
|               | 1857 | 1910 | 1945 | 1965 | 1991 | 2005 | 2010 | 2014 | 2019 | 2024 |